# Taixing Sandi Motorcycle

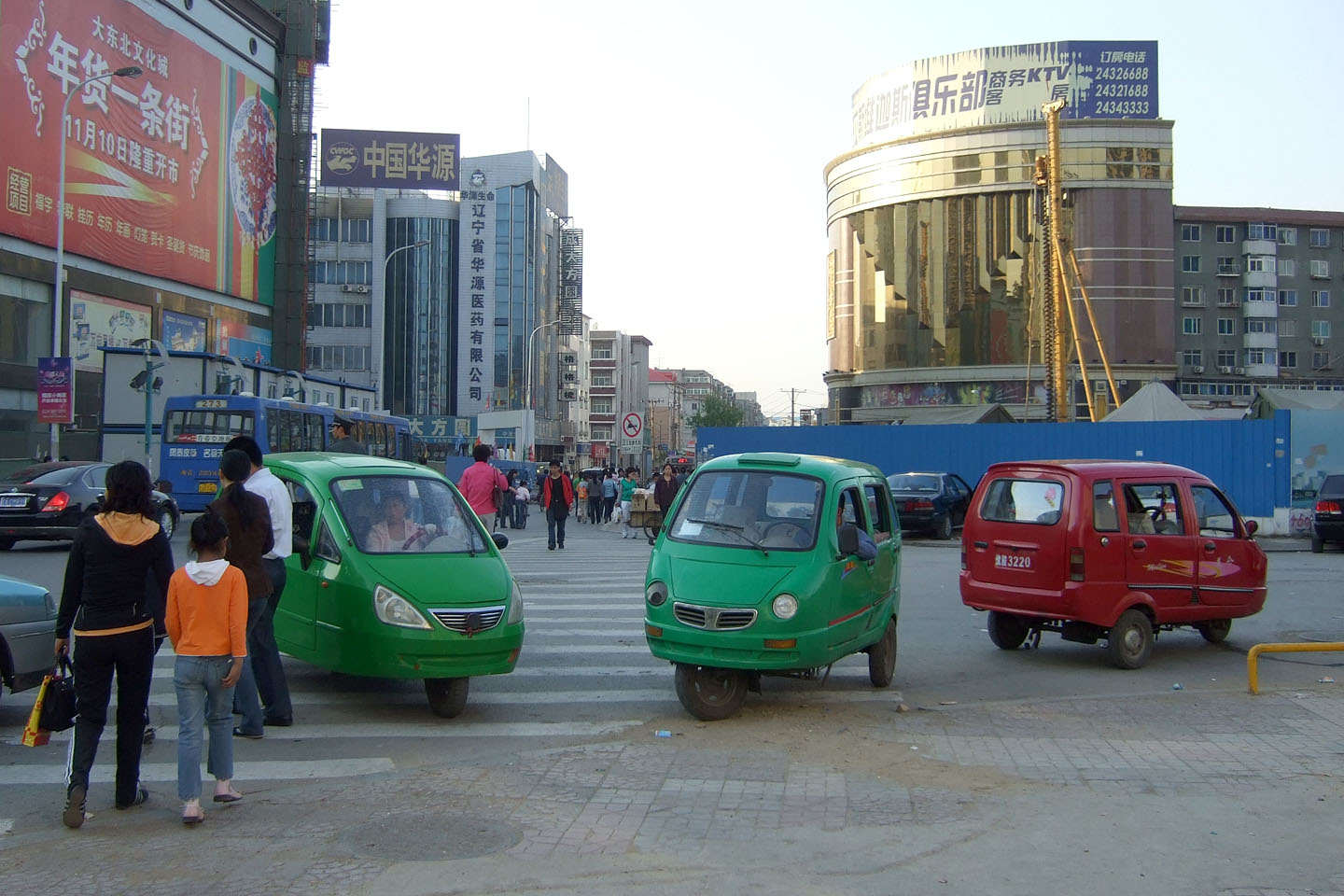
Drei Autorikschas des Modell Sandi SD650-C in Shenyang

Die Taixing Sandi Motorcycle Co., Ltd. ist ein Automobil- und Motorradhersteller mit Firmensitz in Taixing in der Jiāngsū-Provinz innerhalb der Volksrepublik China. Vertrieben werden die Fahrzeuge des Herstellers mit Ausnahme Europas, weltweit. Vor allem im Heimatland sind die Motorroller und Motorräder der Marke Sandi aus dem alltäglichen Leben nicht mehr wegzudenken. Der Erfolg der Marke ist wahrscheinlich auf die günstigen Preise der Fahrzeuge zurückzuführen.
In den USA dagegen werden die Fahrzeuge vom Unternehmen Wildfire Motors unter eigenem Markennamen verkauft.

## Modellübersicht

### Automobile und Autorikschas
- Sandi SD200ZH (Dreirädrige Autorikscha als Pritschenwagen)
- Sandi SD200ZK (Dreirädrige Autorikscha als Kleinwagen)
- Sandi SD650ZH-2 (Dreirädrige Autorikscha als Pritschenwagen in verlängerter Form des SD200)
- Sandi SD650ZK (Dreirädrige Autorikscha als Kleinwagen in verlängerter Form des SD200; 5-Türer)
- Sandi SD650ZK-2 (Dreirädrige Autorikscha, auch 3 wheel motorcycle passenger genannt)
- Sandi SD650ZK-4 (Dreirädrige Autorikscha als Kleinwagen in verlängerter Form des SD200; 3-Türer)
- Sandi SD650-C (Autorikscha des Kleinwagensegments, seit 2006)
- Sandi SD650-Minicar (eckiger Minivan, mit 20,6 kW)
- Sandi SD800 (Dreirädrige Autorikscha als Pritschenwagen in verlängerter Form des SD200)

### All Terrain Vehicles
- Sandi SD250ST

## Dreirädrige Motorräder
- Sandi SD100ZK
- Sandi SD100ZK-2
- Sandi SD110ZH
- Sandi SD125ZH
- Sandi SD125ZH-2
- Sandi SD125ZH-3
- Sandi SD150ZH
- Sandi SD150ZH-2
- Sandi SD150ZH-D
- Sandi SD150ZH-XF
- Sandi SD150ZK-4

### Motorroller
- Sandi SD50QT-4G
- Sandi SD50QT-5
- Sandi SD50QT-6
- Sandi SD125T-8
- Sandi SD125T-10A (gibt es in zwei verschiedenen Designversionen)
- Sandi SD125T-10G

### Motorräder
- Sandi SD100
- Sandi SD110
- Sandi SD110-2
- Sandi SD110-3
- Sandi SD110-3A
- Sandi SD110-3B
- Sandi SD110-3C
- Sandi SD110-5 (gibt es in zwei verschiedenen Designversionen)
- Sandi SD110-8
- Sandi SD125
- Sandi SD125-2
- Sandi SD125-3
- Sandi SD125-4
- Sandi SD125-5
- Sandi SD125-6
- Sandi SD125-7
- Sandi SD125-8
- Sandi SD125-9
- Sandi SD125-10
- Sandi SD125-11
- Sandi SD125-12
- Sandi SD125-13
- Sandi SD125-14
- Sandi SD125-15
- Sandi SD125-A
- Sandi SD125-B
- Sandi SD125-C
- Sandi SD150
- Sandi SD150-2
- Sandi SD150-3
- Sandi SD150-4
- Sandi SD150-5
- Sandi SD150-6
- Sandi SD200
- Sandi SD200GY
- Sandi SD250A